# Tifone (Conrad)
Tifone è un racconto dello scrittore Joseph Conrad, la cui stesura iniziò nel 1899 e che venne pubblicato a puntate sul Pall Mall Magazine tra il gennaio ed il marzo del 1902;  venne stampato per la prima volta sotto forma di volume completo a New York dalla casa editrice Putnam nello stesso anno e fu pubblicato in Gran Bretagna sotto il titolo Tifone ed altre storie (Typhoon and Other Stories) dalla Heinemann nel 1903.

## Trama
(Joseph Conrad, Tifone)
Tifone è una classica storia di mare, basata probabilmente su una reale esperienza di Conrad come marinaio su una disavventura vissuta a bordo del piroscafo John P. Best. Il racconto descrive le gesta del Capitano Tom MacWhirr nell'affrontare un tifone tropicale al comando del piroscafo battente bandiera siamese Nan-Shan, diretto verso verso il porto di Fu-Chau attraverso il Mar Cinese Meridionale, col suo carico umano di coolies cinesi, che tornavano alle loro case nei villaggi della provincia di Fo-Kien dopo alcuni anni di lavoro in varie colonie tropicali. 
Sono presenti altri gustosi personaggi di contorno come il primo ufficiale Jukes e Solomon, il motorista capo. Il romanzo è ambientato in nave fra il diciannovesimo ed il XX secolo. MacWhirr, uomo stolido, timido e semplice, incompreso e ignorato dalla sua famiglia, sfruttato dalla moglie e deriso dal suo equipaggio, rifiuta testardamente di cambiare rotta (come invece gli era stato suggerito dal suo secondo Jukes) per evitare il sopraggiungere di un tifone.
Lo scatenarsi della violentissima tempesta sembra aver ragione della nave e dell’equipaggio, disperato e impotente di fronte alla furia degli elementi. Tutto sembra perduto e ad ogni istante la catastrofe sembra ineluttabile. Tuttavia, il capitano ha una calma e ferrea determinazione, animata da una fiducia quasi mistica nella resistenza della sua imbarcazione. Nell'affrontare gli eventi, la intelligente e umana gestione di MacWhirr sia del problema rappresentato dall'ostilità dei coolies stipati nella stiva che le turbolenze dell'equipaggio hanno la meglio: conducendo il piroscafo proprio nell'occhio del ciclone salva la nave e gli equipaggi dalla morte dirigendo finalmente tutti al sicuro approdo.
Alla fine della vicenda, il Capitano MacWhirr non è più solo la mesta figura che salì a bordo la prima volta, insignificante e timido con bombetta e ombrello: la sua indomabile volontà nell'affrontare la superiore forza della Natura eleva la statura del personaggio, conferendogli una riluttante ammirazione generale.
Scritto nei toni lievi della commedia, il romanzo è considerato uno dei capolavori di Conrad: fu infatti l'opera che, nel 1959, segnò l'inizio della carriera di traduttore di testi conradiani di Ugo Mursia; anche il critico letterario Frank Raymond Leavis lo considera "uno dei capolavori di Conrad".

## Personaggi
Capitano: Tom MacWhirr
1º Ufficiale: Jukes
2º Ufficiale (non a bordo perché si era infortunato): Jack Allen
2º Ufficiale (in sostituzione): nome sconosciuto
Capo degli stipettai di bordo: Bates
Timoniere: Hacket
Il Nostromo, nome sconosciuto
Capo macchinista: Solomon Rout (Papà Sol)
2° macchinista: Harry
3° macchinista: Beale
Armatori del Nan-Shan: Sigg.& Figlio
Moglie del capitano: Lucy
Figli del capitano: Lydia e Tom jr.

## Curiosità
- Il 16 febbraio 1887 Conrad si imbarcò come primo ufficiale sul piroscafo di ferro di 1000 tonnellate Highland Forest, situato nel porto di Amsterdam. Il capitano era un irlandese di 34 anni, John McWhir, descritto da Conrad come: "un uomo con una bombetta nera e un soprabito corto grigiastro". Conrad si ispirò a lui per il personaggio del capitano Tom MacWhirr[4][5]. L’Highland Forest salpò da Amsterdam il 18 febbraio e si imbatté in forti bufere, alcuni pennoni furono spazzati via e un pezzo di questi lo ferì[6]. Il 20 giugno la nave raggiunse Semarang (Java) e Conrad sbarcò pochi giorni dopo, essendogli stato prescritto un ricovero in ospedale, salì quindi a bordo della nave a vapore SS Celestial, sbarcando il 6 luglio a Singapore, dove si recò per il trattamento terapeutico all'European Hospital, rimanendovi in degenza per circa tre mesi. Conrad descrisse questi eventi nel romanzo Lord Jim, il cui protagonista era stato anch’egli ferito da una caduta di un pennone.[4][5]
- Nel racconto, prima dell'arrivo del tifone, MacWhirr menziona con sarcasmo al primo ufficiale Jukes, il capitano Wilson del  "Melita", indicandolo come un millantatore, presunto esperto di burrasche e tempeste. In realtà il Melita è la nave sulla quale Conrad s'imbarcò a Singapore, dopo essere sbarcato dal Vidar, per raggiungere Bangkok ed assumere il suo primo comando sul veliero Otago[7]

- Il modo di vestire del Capitano MacWhirr sembra aver ispirato l'abbigliamento di "Brown il Gentiluomo" nel film del 1965  “Lord Jim”, infatti nel racconto di Conrad si legge: "...portava sempre una bombetta di colore scuro, un completo pure scuro..."

## Edizioni
- (EN) Joseph Conrad, Typhoon, London, William Heinemann, 1912. URL consultato il 12 aprile 2015.
- trad. Tito Diambra, Giuseppe Morreale editore ("Gli inglesi"), Milano 1927
- trad. Gastone Rossi, Sonzogno, Milano 1927; ("I nuovi Sonzogno" n. 34), 1967
- trad. Dienne Carter e Silvio Catalano, Delta ("Scrittori italiani e stranieri" n. 15), Milano 1929
- trad. Bruno Maffi, introduzione di R. Fernandez, ("Narratori e prosatori italiani e stranieri") Giuseppe Muggiani tipografo-editore, Milano 1945
- trad. Alda Politzer 
  - Mondadori, Milano 1949; "La biblioteca dei ragazzi", Mondadori, 1985;  con Gioventù, "Oscar Guide" n. 121, Mondadori, 1988, ISBN 880430751X, ISBN 8804492902.
- trad. Eliana Trinchero
  - Rizzoli ("BUR" n. 230), Milano 1950
  - Rizzoli ("SuperBUR Classici" n. 174), Milano, ISBN 8817127361
  - Rizzoli ("BUR" n. 883), introduzione di Piero Sanavio, Milano 1992 (con testo inglese a fronte). ISBN 8817168831
  - RCS Quotidiani-Corriere della Sera (Classici dell'Avventura n. 45), postfazione di Antonio Faeti, Milano 2012. Edizione speciale limitata con il giornale.
- trad. Giorgio Zampa
  - Bompiani, Milano 1955 (in Il negro del "Narciso". Tifone e altri racconti), con un saggio introduttivo di Piero Bigongiari, Collezione Opere complete di Joseph Conrad.
  - Bompiani ("I delfini" n. 235)
  - Bompiani, in Opere. Romanzi e racconti 1895-1903, a cura di Mario Curreli, Collezione Classici, 1990-2001.
- trad. Giuliana Balestreri Pulsinelli, La Nuova Italia ("Primo scaffale" n. 22), Firenze 1968
- trad. Marisa Jacotti Semeraro, La Scuola, Brescia 1972
  - De Agostini ("Tesori della narrativa universale"), Novara 1986
- trad. Bruno Oddera
  - Fabbri ("I grandi della letteratura" n. 85), Milano 1986 (con Il negro del Narciso)
  - Bompiani ("Tascabili Bompiani" n. 516), Introduzione di Claudio Gorlier, Milano, 1990, ISBN 8845215814
  - Newton Compton ("Grandi tascabili Newton" n. 16), Roma 1993 (in Romanzi del mare), ISBN 8879830538
  - Newton Compton ("Grandi tascabili economici" n. 57), Roma 1993 (in Romanzi del mare), ISBN 8879830503
  - Newton Compton ("Centopaginemillelire" n. 218), introduzione di Bruno Traversetti, Roma, 1995
  - Newton Compton ("Biblioteca economica Newton. Classici" n. 186), Roma 2007 ISBN 978-88-541-0882-0
- trad. Ugo Mursia
  - Mursia, (Biblioteca di classici stranieri. Sezione inglese e americana n. 3), con note di Lionello Boscardi, 1959
  - Mursia ("G.U.M. n.s." n. 58), con note di Lionello Boscardi, Milano 1984 (con testo a fronte)
  - Mursia ("Conradiana" n. 6), presentazione di Mario Curreli, Milano 1987 (con altri racconti)
  - Mursia ("La biblioteca"), Milano 1989. ISBN 8842502588
  - Mursia ("Scrittori moderni e contemporanei"), a cura di Bruna Santucci, Milano 1991. ISBN 8842581739
  - con la trad. francese di André Gide, con una Nota di Valerio Magrelli, Einaudi ("Scrittori tradotti da scrittori. Serie trilingue", n. 50), Torino 1993 (con testo a fronte). ISBN 8806132016
  - Einaudi ("ETascabili" n. 1138), Torino, 2003, ISBN 978-88-061-6358-7; Collana ET Classici, 2018, ISBN 978-88-062-3836-0
- trad. Luigi Ballerini
  - Passigli ("Biblioteca del viaggiatore" n. 26), Firenze, 1990, ISBN 8836801404
  - Vignola ("Classici con testo a fronte" n. 6), Roma, 1997, ISBN 8881980053
- trad. Anna Maria Biavasco McBurney e Valentina Guani, SugarCo ("Tasco" n. 206), Milano, 1992, ISBN 8871981863
- trad. Maria Grazia Bonfanti, Garden ("I classici Garden" n. 4), Milano, 1992.
- trad. Gianna Lonza, a cura di Lorenza Ruggiero, Marietti, ("L'arco del racconto" n. 11), Casale Monferrato, 1993, ISBN 88-39-32-056-3
- trad. Marco Longhi Paripurna, Demetra ("Acquarelli" n. 163), Colognola ai Colli, 1997.
- trad. Franco Venturi, Collana Il piacere di leggere, La Vita Felice, Milano, 2018, ISBN 978-88-934-6137-5.
- trad. Marco Rossari, Collana UEF. I Classici, Milano, Feltrinelli, 2022, ISBN 978-88-079-0418-9.